# Mistrzostwa NCAA Division I w Zapasach w 1984
Mistrzostwa NCAA Division I w zapasach rozgrywane były w dniach 3–10 marca 1984 roku. Zawody odbyły się w Brendan Byrne Arena. Organizatorem był Princeton University.

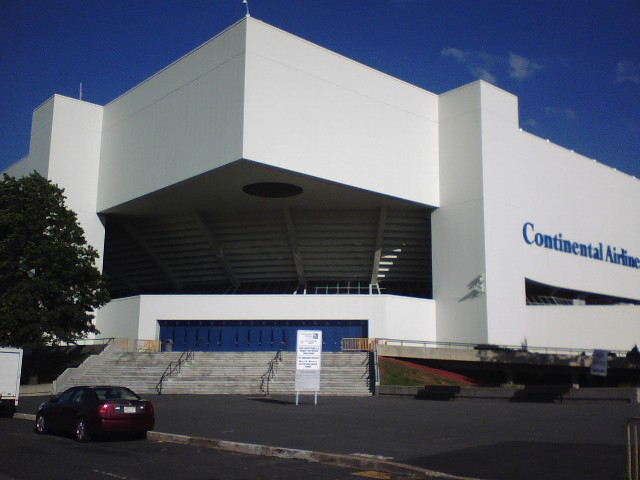
Hala dawniej

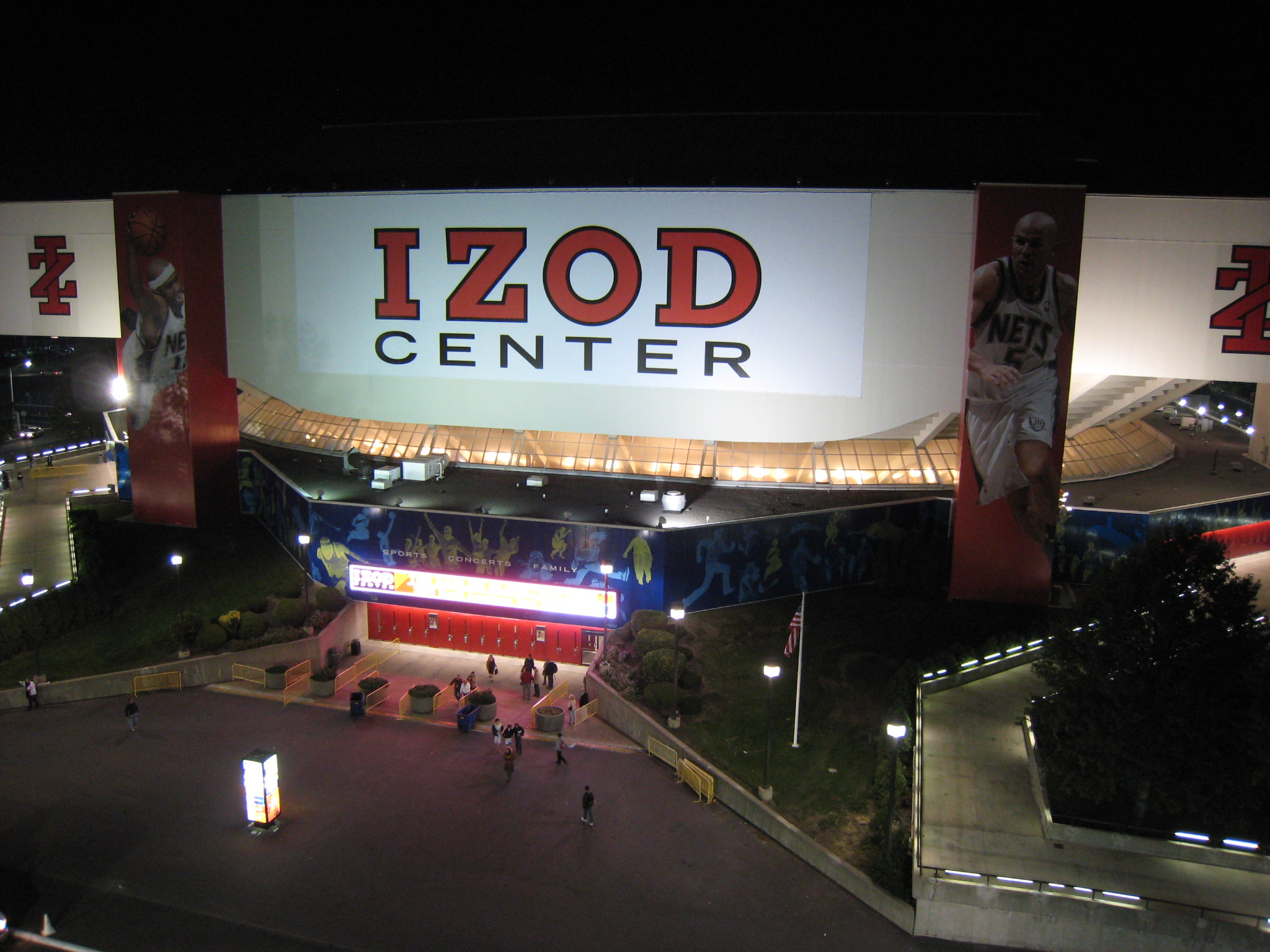
Wejście do hali obecnie

- Outstanding Wrestler – Jim Zalesky

## Wyniki

### Drużynowo
| Kolejność | Szkoła                          | Zespół        |
| --------- | ------------------------------- | ------------- |
| 1.        | University of Iowa              | Hawkeyes      |
| 2.        | Oklahoma State University       | Cowboys       |
| 3.        | Pennsylvania State University   | Nittany Lions |
| 4.        | University of Nebraska–Lincoln  | Cornhuskers   |
| 5.        | University of Oklahoma          | Sooners       |
| 6.        | University of Wisconsin-Madison | Badgers       |
| 7.        | Iowa State University           | Cyclones      |
| 8.        | Louisiana State University      | Tigers        |

### All American

#### 118 lb
| Lp. | Zawodnik        | Szkoła                   |
| --- | --------------- | ------------------------ |
| 1.  | Carl DeStefanis | Penn State               |
| 2.  | Bob Hallman     | Northern Iowa            |
| 3.  | Mike Clevenger  | Louisiana State          |
| 4.  | Joe Spinazzola  | Missouri                 |
| 5.  | Tim Riley       | Iowa                     |
| 6.  | Mark Perry      | Oklahoma State           |
| 7.  | Charlie Heard   | Tennessee at Chattanooga |
| 8.  | Jim Peters      | Navy                     |

#### 126 lb
| Lp. | Zawodnik      | Szkoła                |
| --- | ------------- | --------------------- |
| 1.  | Kevin Darkus  | Iowa State            |
| 2.  | Joe McFarland | Michigan              |
| 3.  | John Loomis   | Cal State Bakersfield |
| 4.  | Mark Trizzino | Iowa                  |
| 5.  | Rich Santoro  | Lehigh                |
| 6.  | Rob Johnson   | Louisiana State       |
| 7.  | Mark Zimmer   | Oklahoma              |
| 8.  | Don Stevens   | SIU Edwardsville      |

#### 134 lb
| Lp. | Zawodnik        | Szkoła                |
| --- | --------------- | --------------------- |
| 1.  | Scott Lynch     | Penn State            |
| 2.  | Greg Randall    | Iowa                  |
| 3.  | Clint Burke     | Oklahoma              |
| 4.  | Chris DeLong    | California Poly-State |
| 5.  | Clar Anderson   | Oklahoma State        |
| 6.  | Jim Jordan      | Wisconsin             |
| 7.  | Jim Mason       | Michigan State        |
| 8.  | Doug Castellari | Temple                |

#### 142 lb
| Lp. | Zawodnik      | Szkoła                |
| --- | ------------- | --------------------- |
| 1.  | Jesse Reyes   | Cal State Bakersfield |
| 2.  | John Orr      | Princeton             |
| 3.  | John Giura    | Wisconsin             |
| 4.  | Jeff Gibbons  | Iowa State            |
| 5.  | Luke Skove    | Oklahoma State        |
| 6.  | Jeff Kerber   | Iowa                  |
| 7.  | Eric Childs   | Penn State            |
| 8.  | Dave Lundskog | Weber State           |

#### 150 lb
| Lp. | Zawodnik         | Szkoła             |
| --- | ---------------- | ------------------ |
| 1.  | Kenny Monday     | Oklahoma State     |
| 2.  | Marty Kistler    | Iowa               |
| 3.  | Eddie Urbano     | Arizona State      |
| 4.  | John Sonderegger | Missouri           |
| 5.  | Darren Abel      | Oklahoma           |
| 6.  | Mike Langlais    | North Dakota State |
| 7.  | Ben Ward         | Old Dominion       |
| 8.  | Chris Bevilacqua | Penn State         |

#### 158 lb
| Lp. | Zawodnik       | Szkoła          |
| --- | -------------- | --------------- |
| 1.  | Jim Zalesky    | Iowa            |
| 2.  | Mark Schmitz   | Wisconsin       |
| 3.  | Kevin Jackson  | Louisiana State |
| 4.  | Bill Dykeman   | Oklahoma State  |
| 5.  | Darryl Pope    | San Jose State  |
| 6.  | Johnny Johnson | Oklahoma        |
| 7.  | Greg Elinsky   | Penn State      |
| 8.  | Dave Grant     | Northern Iowa   |

#### 167 lb
| Lp. | Zawodnik         | Szkoła         |
| --- | ---------------- | -------------- |
| 1.  | Mike Sheets      | Oklahoma State |
| 2.  | Lindley Kistler  | Iowa           |
| 3.  | Sylvester Carver | Fresno State   |
| 4.  | Chris Edmond     | Tennessee      |
| 5.  | Jeff Jelic       | Pittsburgh     |
| 6.  | Rudy Isom        | Wisconsin      |
| 7.  | Greg Williams    | Utah State     |
| 8.  | Eric Brugel      | Penn State     |

#### 177 lb
| Lp. | Zawodnik       | Szkoła           |
| --- | -------------- | ---------------- |
| 1.  | Jim Scherr     | Nebraska–Lincoln |
| 2.  | Duane Goldman  | Iowa             |
| 3.  | Booker Benford | SIU Edwardsville |
| 4.  | Dan Chaid      | Oklahoma         |
| 5.  | Bob Harr       | Penn State       |
| 6.  | Dennis Limmex  | Wisconsin        |
| 7.  | Jeff Wilson    | Stanford         |
| 8.  | Marvin Jones   | San Jose State   |

#### 190 lb
| Lp. | Zawodnik        | Szkoła           |
| --- | --------------- | ---------------- |
| 1.  | Bill Scherr     | Nebraska–Lincoln |
| 2.  | Jim Baumgardner | Oregon State     |
| 3.  | Eli Blazeff     | Michigan State   |
| 4.  | Karl Lynes      | Oklahoma State   |
| 5.  | Jim Beichner    | Clarion          |
| 6.  | Paul Diekel     | Lehigh           |
| 7.  | Bob Shriner     | North Carolina   |
| 8.  | Tod Giles       | Boston           |

#### UNL
| Lp. | Zawodnik      | Szkoła                |
| --- | ------------- | --------------------- |
| 1.  | Tab Thacker   | North Carolina State  |
| 2.  | Gary Albright | Nebraska–Lincoln      |
| 3.  | Mike Holcomb  | Miami Ohio            |
| 4.  | Bill Hyman    | Temple                |
| 5.  | Kahlan O’Hara | Nevada                |
| 6.  | John Kriebs   | Northern Iowa         |
| 7.  | Mike Blaske   | Cal State Bakersfield |
| 8.  | Mike Potts    | Michigan State        |